# Oisín Stack
Oisin Stack es un actor irlandés-francés de cine y televisión.

## Infancia e inicios
Stack es hijo de padre irlandés y madre francesa, y su madre lo crio en Arklow, condado de Wicklow. A la edad de 11 años, se mudaron a Burdeos y 18 meses más tarde se mudaron a Chichester. Stack decidió que quería ser actor a una edad temprana, pero la escuela de arte dramático en Inglaterra era demasiado costosa, por lo que hizo una audición para escuelas de arte dramáticas francesas y consiguió un lugar en el Conservatorio de París.

## Carrera
La carrera de actuación temprana de Stack se basó principalmente en Francia, España y Chile. Apareció en la película de comedia criminal francesa The Family en 2013, y en el remake de 2014 de Rosemary's Baby, así como en una producción rusa, Mata Hari. Stack se registró en un agente británico-irlandés y unos meses después, en marzo de 2016, fue seleccionado como Dermott Dolan en la serie de spin-off EastEnders Kat & Alfie: Redwater, dos semanas antes él comenzó a filmar. Este fue el primer papel de la televisión irlandesa de Stack y su primer papel de «villano», ya que generalmente interpreta papeles de «romántico» o de «mejor amigo».

## Filmografía
| Año  | Título                    | Rol                   | Notas                           |
| ---- | ------------------------- | --------------------- | ------------------------------- |
| 2009 | King Guillaume            | Élève anglais         | Película                        |
| 2010 | Ce jour là, tout a changé | Groom hôtel Hyde Park | Serie de TV; 1 episodio         |
| 2013 | The Family                | Profesor Henri        | Película                        |
| 2014 | Rosemary's Baby           | Dr Bernard            | Serie de televisión; 1 episodio |
| 2016 | Mata Hari                 | Gabriel Astruc        | Serie de TV; 8 episodios        |
| 2017 | Kat & Alfie: Redwater     | Dermott Dolan         | Serie de TV; 6 episodios        |